# Campanula mardinensis
Campanula mardinensis är en klockväxtart som beskrevs av Joseph Friedrich Nicolaus Bornmüller och Paul Ernst Emil Sintenis. Campanula mardinensis ingår i släktet blåklockor, och familjen klockväxter. Inga underarter finns listade i Catalogue of Life.

## Bildgalleri

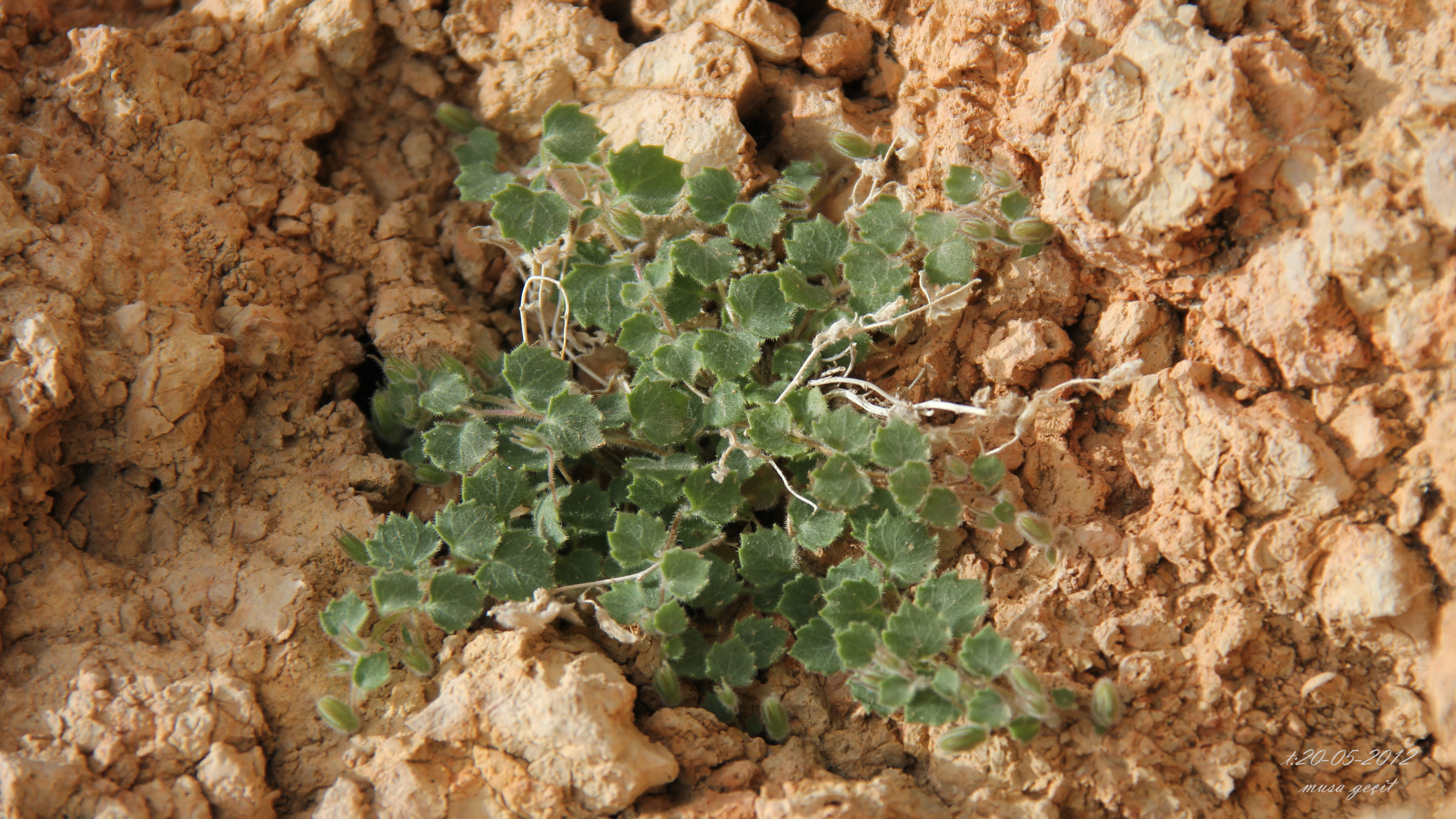